# Cyprinodon radiosus
Cyprinodon radiosus är en fiskart som beskrevs av Miller, 1948. Cyprinodon radiosus ingår i släktet Cyprinodon och familjen Cyprinodontidae. IUCN kategoriserar arten globalt som starkt hotad. Inga underarter finns listade i Catalogue of Life.